# ژرژ هبدین
ژرژ هبدین (فرانسوی: Georges Hebdin‎; ۱۹ آوریل ۱۸۹۵ – ۲۰ مارس ۱۹۷۰) بازیکن فوتبال اهل بلژیک بود.
وی به‌همراه تیم ملی فوتبال بلژیک به مقام قهرمانی بازی‌های المپیک تابستانی ۱۹۲۰ دست پیدا کرده‌است. 